# طویله (ادلب)
طویله (به عربی: طویلة) یک روستا در سوریه است که در ناحیه ابوالظهور واقع شده‌است. طویله ۱۷۵ نفر جمعیت دارد.